# Agenzia nazionale per la prevenzione della corruzione
L'Agenzia nazionale per la prevenzione della corruzione (in ucraino Національне агентство з питань запобігання корупції?, Nacional'ne ahentstvo z pytan' zapobihannja korupciï) o NAPC è un'agenzia nazionale anti-corruzione del governo ucraino che è responsabile per la definizione e l'attuazione di una politica anti-corruzione creando nel contempo un ambiente favorevole alla prevenzione della corruzione. È in funzione dal 2016.
L'agenzia è uno dei tre pilastri anti-corruzione dell'Ucraina, creato dopo la rivoluzione Euromaidan, insieme all'Ufficio nazionale anti-corruzione dell'Ucraina (NABU) e alla Procura specializzata anti-corruzione (SAPO).
Contrariamente al NABU, che è un'istituzione di contrasto, NAPC ha una funzione preventiva. In quanto tale, l'Agenzia elabora normative che aiutano a prevenire la corruzione e ne garantiscono il rispetto.
I candidati alle elezioni presidenziali ucraine del 2019 dovevano presentare una dichiarazione dei redditi per l'anno precedente l'anno di inizio delle elezioni. Questo documento sarà esaminato dall'Agenzia nazionale per la prevenzione della corruzione che pubblicherà successivamente i risultati dell'audit.